# 7020 Yourcenar
7020 Yourcenar eller 1992 GR2 är en asteroid i huvudbältet som upptäcktes den 4 april 1992 av den belgiske astronomen Eric W. Elst vid La Silla-observatoriet. Den är uppkallad efter den franska författaren Marguerite Yourcenar.
Asteroiden har en diameter på ungefär 9 kilometer och den tillhör asteroidgruppen Nysa.